# Ignaz Puschnik
Ignaz Puschnik (5 febbraio 1934 – 17 dicembre 2020) è stato un calciatore austriaco, di ruolo centrocampista.